# Elja Pelgrom
Karin Elja Pelgrom (Amsterdam, 19 augustus 1951 – aldaar, 29 september 1995) was een Nederlands actrice.

## Levensloop
Ze was de dochter van Tineke Haak en Karl Iljitsj Pelgrom. Ze was student aan de Toneelschool Amsterdam. Ze debuteerde al tijdens haar opleiding bij toneelgroep Baal onder Leonard Frank. In 1971 speelde ze in de door CRM gesubsidieerde film Joyriding. Na 1980 was ze freelance actrice op toneel, televisie en in diverse films. 
Uit een relatie met Maurice Horsthuis werd zoon Julius Horsthuis geboren. Ze overleed in 1995 na een kort ziekbed. Ze werd begraven op De Nieuwe Ooster.
Een jaar na haar overlijden wijdde haar levenspartner Han Römer een theatermonoloog aan haar tijdens zijn theatertournee met Titus Tiel Groenestege.

## Toneel
Pelgrom speelde onder meer:
- Mevrouw Quitt, in De laatsten der onverstandigen van Peter Handke (toneelgroep Baal)
- Euridice, in Orpheus van Lodewijk de Boer (toneelgroep Baal)
- Erna, in Kasimir en Karoline van Ödön von Horváth (Publiekstheater, 1981)
- Marguérite, in Een zwarte Pool van Karst Woudstra (prijs Colombina 1992)
- minnares, De Markies van Keith van Frank Wedekind onder regie van Leonard Frank (1994)

## Film en televisie
- 12 steden, 13 ongelukken (1 aflevering, 1993), als moeder
- Een zwarte pool (tv-film, 1993)
- De weg naar school (1 aflevering, 1993), als moeder Rupert
- De laatste held (tv-film, 1993)
- Romeo (1990), kennis van Anne
- De avonden (1989), als Bep
- Speurtocht naar vroeger (tv-film, 1987)
- Gebroken spiegels (1984), als Maria
- Het verleden (1982), als Marie Pekkers
- Mensen zoals jij en ik (1 aflevering, 1981), als moeder van Margriet
- Twee vorstinnen en een vorst (1981), als verpleegster
- Een vlucht regenwulpen (1981), als prostituee
- Het teken van het beest (1980), als vriendin
- De reünie (1 aflevering, 1980), als Maartje Ramaker
- Ons goed recht (1 aflevering, 1979)
- Voorbij, voorbij (tv-film, 1979), als verpleegster (onvermeld)
- Meneer Klomp (1978), als Tini
- Alle dagen feest (1976)